# Steingartenstauden

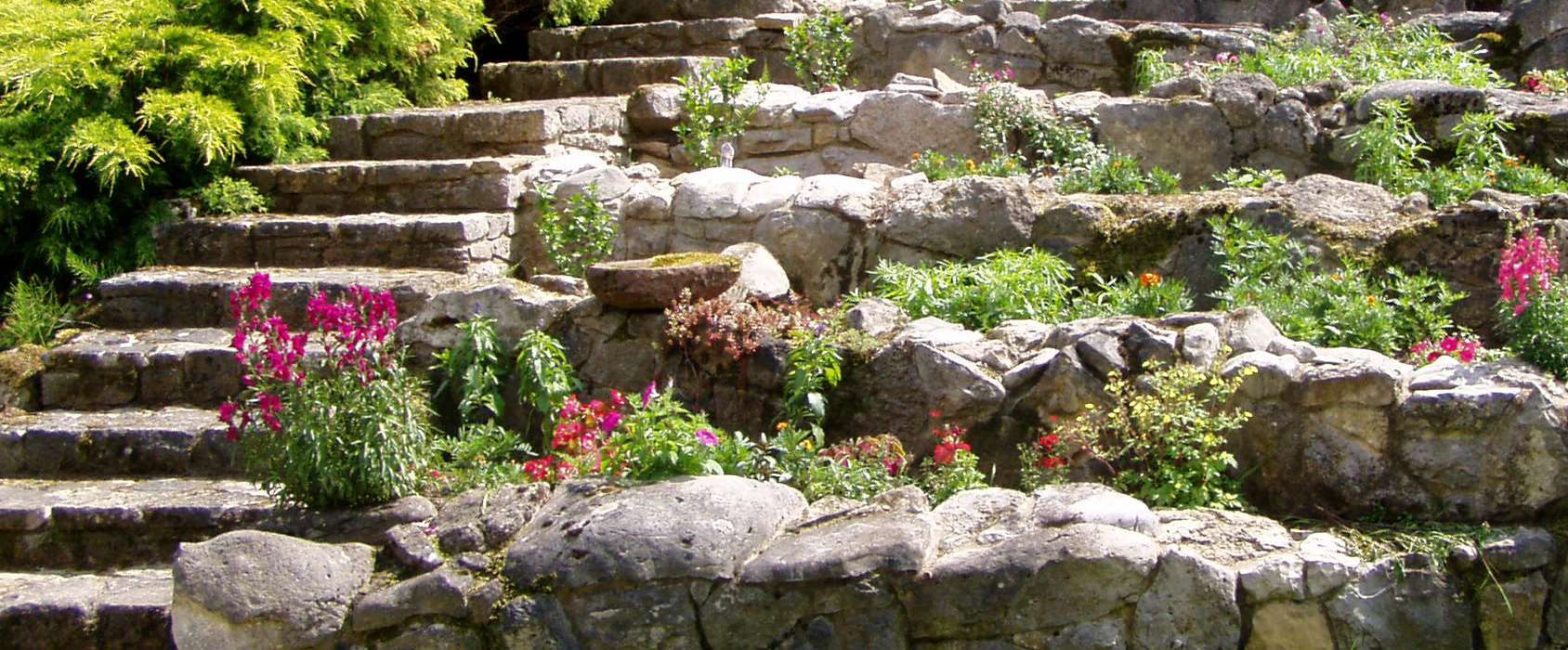
Terrassensteingarten

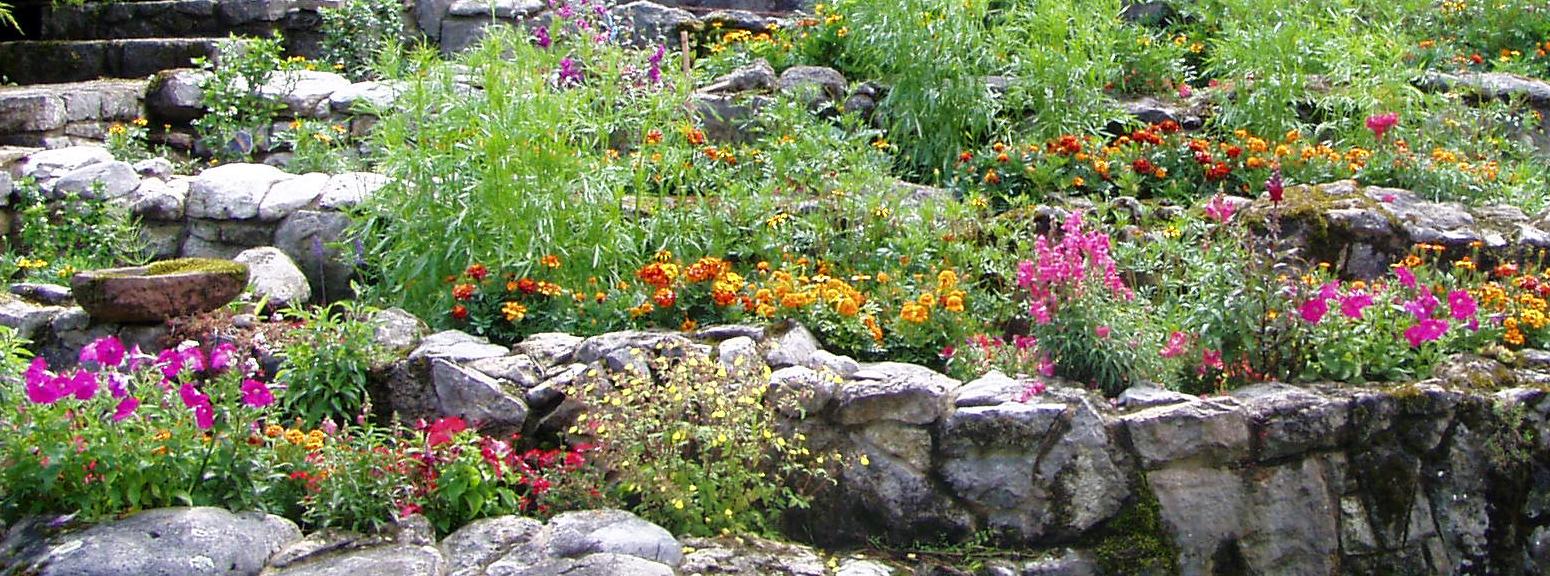
Steingarten mit Stauden

Als Steingartenstauden bezeichnet man im Gartenbau die Stauden, die am besten in Nachbarschaft von Gesteinen gedeihen. Sie benötigen für eine gute Entwicklung die Wärmerückstrahlung der Steine, während ihre Wurzeln verhältnismäßig kühl bleiben sollten.
Steingartenstauden werden im Gegensatz zu Wald-, Gehölzrand- und Freiflächenstauden nicht in Staudenbeeten, sondern in Steingärten kultiviert. Sie vertragen in der Regel weder nährstoffreiche noch staunasse Böden.
Zu den Steingartenstauden zählen unter anderem:
- Steintäschel
- Steinkraut
- Schleifenblumen
- Blaukissen
- Karpaten-Glockenblume
- eine Reihe von Sempervivum-Arten